# Шош
Шош (вірм. Շոշ), Шушікенд азерб. Şuşakənd) — село у Аскеранському районі Нагірно-Карабаської Республіки. Село розташоване на південь від Степанакерта та на схід від Шуші, на трасі Степанакерт — Кармір шука — Гадрут, поруч з селом Мхітарішен.

## Відомі особистості
- Багдасарян Арєв Григорівна (1913—1994) — вірменська танцюристка.

## Пам'ятки
- Церква Сурб Аствацацін 19 ст., церква Святого Степаноса 1655 р., хачкар 17 ст., святиня «Шогасар» (Середньовіччя), млин 19 ст. та міст «Дзахлік» 18 ст.